# Segue 2
Segue 2 — карликова сфероїдальна галактика, розташована в сузір'ї Овна і виявлена 2009 року в даних, отриманих Слоанівським цифровим оглядом неба.

## Характеристики
Галактика розташована на відстані близько 35   кпк (114 тис. світлових років) від Сонця і рухається в напрямку Сонця зі швидкістю 40  км/с. Класифікується як карликова сфероїдальна галактика (dSph), що означає, що вона має приблизно круглу форму з півсвітловим радіусом близько 34 парсека.
Її назва пов'язана з тим, що вона була знайдена програмою SEGUE — Продовженням Слоанівського огляду для галактичного розуміння та дослідження (англ. Sloan Extension for Galactic Understanding and Exploration).
Segue 2 є одним з найменших і найтьмяніших супутників Чумацького Шляху — її інтегрована світність лише приблизно в 800 разів перевищує світність Сонця (абсолютна видима величина близько -2,5), що набагато нижче, ніж світність більшості кулястихх скупчень. Однак маса галактики (оцінюється у близько 550 тисяч мас Сонця) є суттєвою, а співвідношення маса-світність галактики становить близько 650.
За оцінками, в галактиці налічується лише близько 1000 зір.
Зоряна популяція Segue 2 складається в основному зі старих зір, сформованих більше 12 мільярдів років тому. Металічність цих старих зір також дуже низька ([Fe/H] < −2), тобто вони містять, принаймні, в 100 разів менше важких елементів, ніж Сонце Зорі Segue 2, ймовірно, були одними з перших зір, які сформувалися у Всесвіті. Зараз у Segue 2 немає зореутворення.
Segue 2 розташована біля краю потоку Стрільця і на тій же відстані. Тому припускається, що колись вона могла бути супутником карликової еліптичної галактики Стрільця або її зоряним скупченням.
У червні 2013 року «Astrophysical Journal» повідомляв, що Segue 2 гравітаційно зв'язаний разом темною матерією.